# Кільце стінове

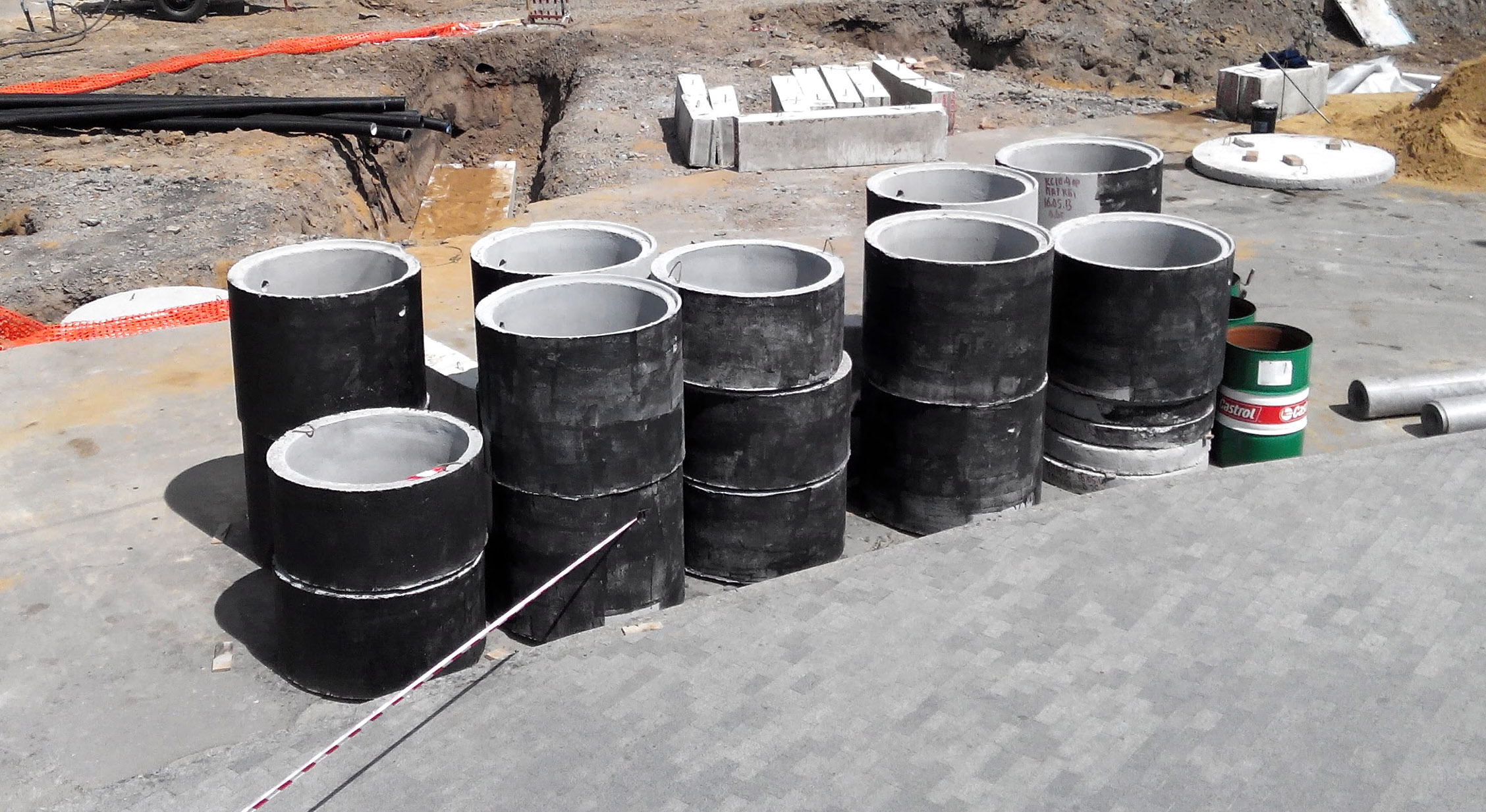
Різні колодязні кільця покриті водовідштовхуючою сумішшю

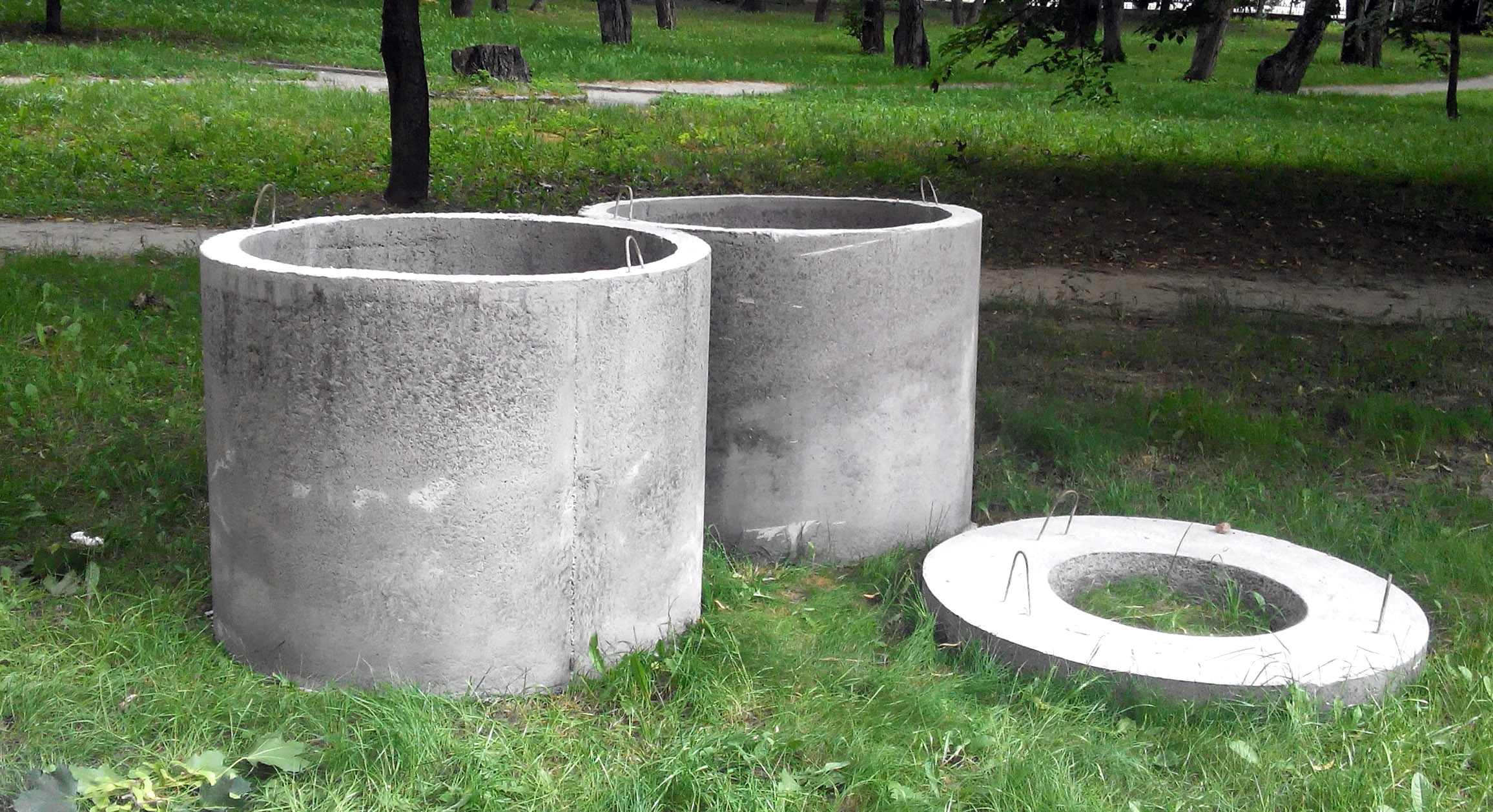
Кришка опорна, КО (з отвором), та кільце стінове, КС для монтажу оглядового колодязя

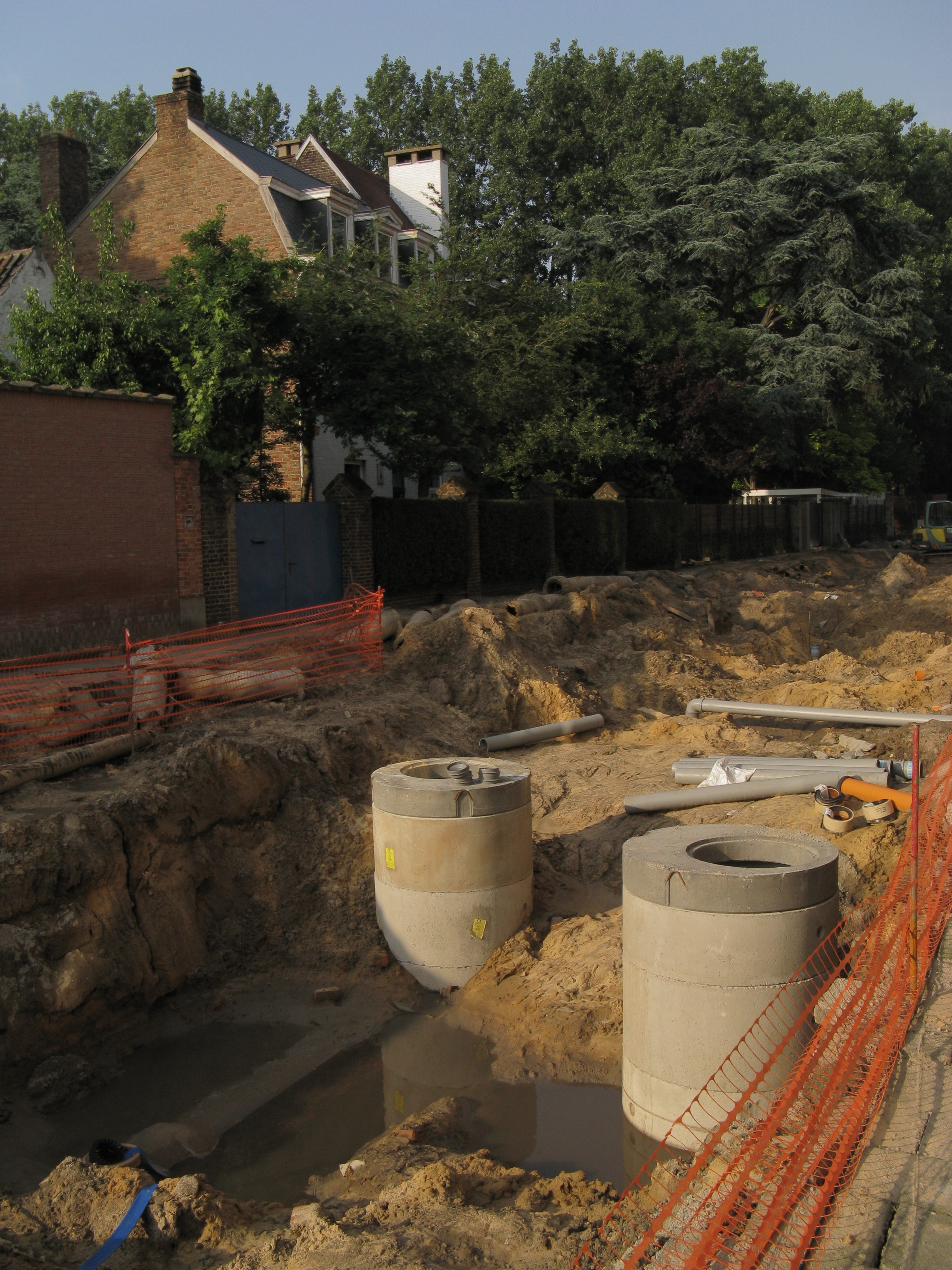
Оглядові колодязі, виконані з готових залізобетонних елементів

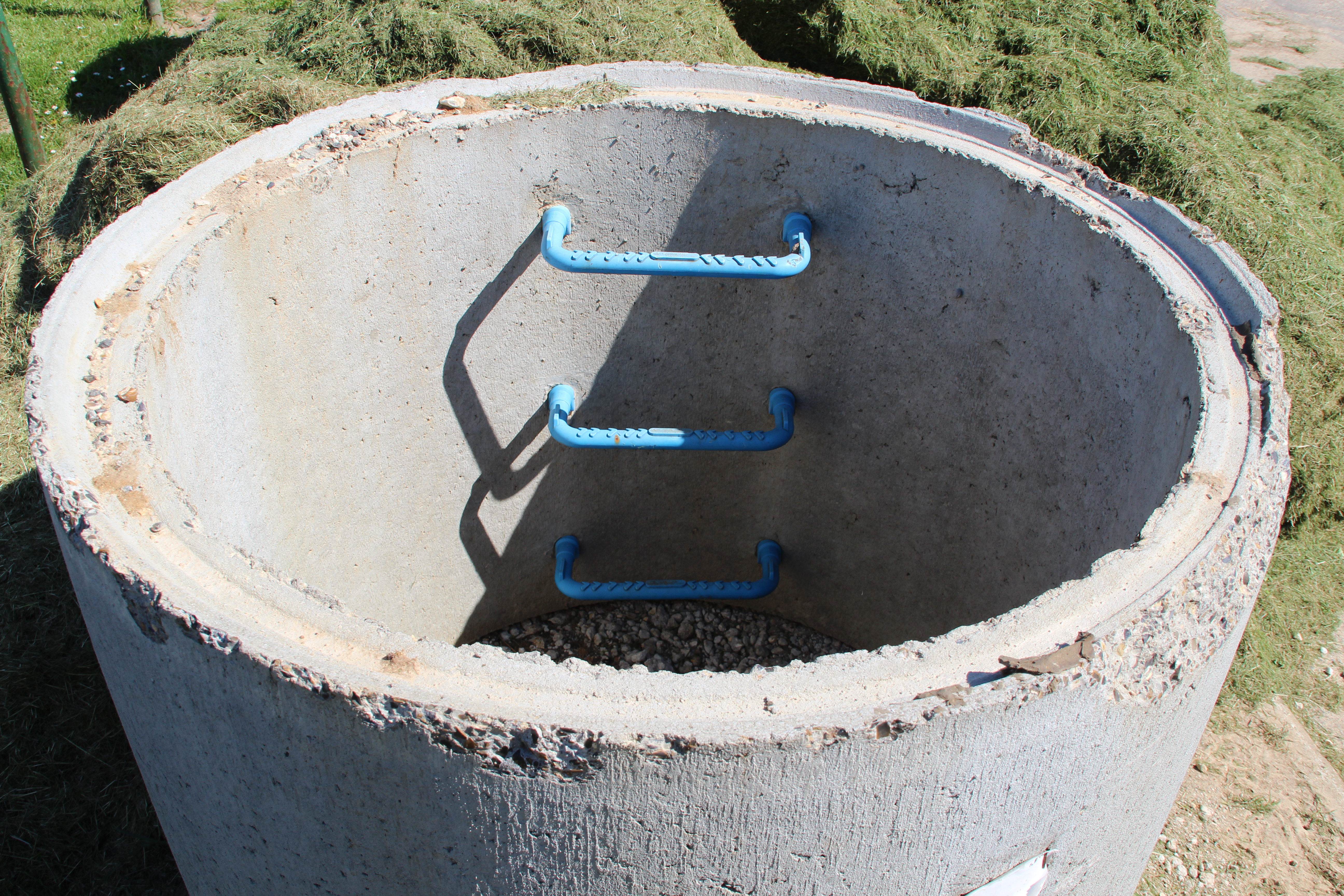
Кільце для оглядового колодязя з попередньо прикріпленими скобами

Кільце́ коло́дязне або кільце стінове (англ. concrete well ring) — виріб із залізобетону в формі циліндричної бетонної конструкції, армований сталевою сіткою. Використовується для спорудження криниць, оглядових колодязів в інженерних системах дощової каналізації, в побутовому водовідведенні, в мережах водорозподілу, для побудови септиків. Виробляється як самостійний елемент, а також як і складова набору елементів колодязя.

## Передумови використання
Оглядові приміщення колодязів каналізації до масового випуску кілець викладались з дерева, цегли, каменю, що робило весь процес трудоємним і дорогим та передбачало великі затрати людської сили при будівництві. Проте бетонні кільця в багатьох аспектах використання є теж застарілими. На початок 2000-х припав початок використання полімерних конструкцій при проектуванні систем водовідведення та водопостачання. Полімерні конструкції є більш дорогими модульними колодязями, які також по суті часто являють собою набір конструкційних елементів та відрізняються від бетону герметичністю та довгими термінами експлуатації.

## Монтаж
Кільця укладаються на підготовлену бетонну основу або на окрему плиту-днище колодязя одне за одним в ямі до заданої висоти. Для з'єднання, в залежності від умов експлуатації, використовуються різні клейові суміші, гідроізолюючі кільця, піщаний цементний розчин, який розтирається між кільцями. Вся конструкція накривається плитою-перекриттям колодязя, яка має отвір для люка. Можуть виготовлятись також добірні кільця як робочої камери, так і горловини, якими досягають заданої висоти конструкції врівні з землею, при їхній відсутності, горловина колодязя, для встановлення основи люка врівні, може бути завершена до потрібної висоти цеглою чи бетонною стяжкою. Кільця розраховані на торцьове навантаження, та часто є крихкими при перекочуванні, скочуванні чи бокових ударах під час монтажних робіт.

## Модифікації в конструкції
Через широке використання кільця можуть мати багато змін у конструкціях, часто деякі не передбачені стандартами;
- Можуть мати петлі для їх підйому при монтажних роботах технікою (кран, ківш екскаватора, навантажувач), які за відсутності жолобових замків можуть використовуватись для центрування;
- Можуть мати як рівну поверхню між собою, так і мати жолобовий замок, для запобігання зміщенням;
- Можуть мати стропувальні отвори для монтажних робіт;
- Можуть мати численні додаткові наскрізні отвори, передбачені для використання в септиках;
- Можуть мати готові отвори під трубопроводи;
- Можуть мати отвори для кріплення ходових скоб або металевої драбини;
- Можуть бути глухими з однієї сторони та мати масивне дно (стакан) та використовуватись як найнижче кільце;
- Можуть мати розширення (цямрина, гайка, шестигранник), для використання в ролі першого кільця криниці і зручного кріплення корби та будиночка над криницею.

## Вимоги
- Через постійний контакт з рідиною та часте залягання нижче рівня ґрунтових вод, кільця нерідко виготовляються з бетону з низьким водопроникненням.
- Морозостійкість, в залежності від проекту. Частіше кільця, закладені глибоко не підпадають під дію дуже низьких температур

## Маркування
- КЦ або КС — Стінове кільце
- Цифра — діаметр отвору, в дециметрах
- Цифра — висота кільця, в дециметрах
- Проникність бетону
- Наявність готових отворів для труб (а — два отвори, б — 4 отвори)

Наприклад, позначення КС 10.6 слід розуміти як Кільце Стінове, внутрішнім діаметром в 1000 мм, висотою в 600 мм. Деякі додаткові параметри, такі як товщина стінки (наприклад, 70 мм, 80 мм, 90мм), зовнішній діаметр, маса виробу за старим ГОСТ в маркуванні не вказується, та можуть зазначатися виробниками окремо.

## Специфікації
У виробництві кілець та колодязних елементів (кільце, плита-перекриття, плита-днище) на території України офіційно до 2010 року використовувався стандарт ГОСТ 8020-90, він же ДСТУ 8020-90 «Конструкції бетонні і залізобетонні для колодязів каналізаційних, водопровідних і газопровідних мереж. Технічні умови» та був замінений за ініціативою Науково-технічний комітет «Будстандарт» на закритий ДСТУ Б В.2.6-106:2010 (ГОСТ 8020-90, MOD) «Конструкції будинків і споруд. Конструкції бетонні і залізобетонні для колодязів каналізаційних, водопровідних і газопровідних мереж. Технічні умови» наказом Мінрегіонбуду України від 30.09.2010 року № 380.